# Incidente dell'Antonov An-26 di Alfa Airlines del 2012
Il 19 agosto 2012, un Antonov An-26 della compagnia Alfa Airlines precipitò vicino alla città di Talodi, in Sudan, provocando la morte di tutti i 32 occupanti a bordo. L'aereo trasportava una delegazione governativa sudanese e tra le vittime vi erano membri del governo sudanese, diversi membri di alto rango delle forze armate sudanesi e altri funzionari e una troupe televisiva.

## L'aereo
Sebbene alcuni primi resoconti dei media abbiano erroneamente annunciato l'incidente come un incidente di elicottero, l'aereo coinvolto era un Antonov An-26-100 biturboelica, immatricolato ST-ARL, noleggiato dal governo sudanese e operato dal vettore aereo privato sudanese Alfa Airlines (codice ICAO AAJ).
L'aereo venne costruito nel 1974 presso lo stabilimento ucraino "Aviant" in Unione Sovietica. Venne operato sulle rotte regionali sovietiche e russe fino al luglio 1998. Fu venduto a un vettore aereo armeno e poi a Trans Attico, Air Libya, Ababeel Aviation e altre compagnie aeree in Africa, per poi essere acquistato da Alfa Airlines nel luglio 2009 e modificato dall'Antonov An-26 allo standard Antonov An-26-100 presso l'impianto di riparazione di aeromobili 410 di Kiev in Ucraina nel 2010.
Negli ultimi anni in Sudan si erano verificati diversi incidenti aerei mortali. A tutte le compagnie aeree sudanesi, compresa Alfa Airlines, è vietato per motivi di sicurezza volare nello spazio aereo europeo. Le autorità sudanesi lamentano la difficoltà di reperire pezzi di ricambio a causa delle sanzioni imposte dagli Stati Uniti contro Khartoum. Questo incidente è stato il primo nella storia di Alfa Airlines, fondata solo nel 2009.

## Passeggeri ed equipaggio
L'aereo noleggiato trasportava una delegazione del governo sudanese dalla capitale Khartoum alla città di Talodi, nel Kordofan meridionale, uno Stato devastato dalla guerra, dove erano in corso combattimenti tra l'esercito sudanese e i gruppi ribelli, per una celebrazione dell'Eid ul-Fitr, che segna la fine del mese sacro del Ramadan.
Tra le vittime, il ministro della Guida e delle Dotazioni religiose Ghazi al-Sadiq Abdel Rahim.
L'aereo, con un equipaggio di sei persone, era pilotato da un comandante russo di alto livello, assistito da un primo ufficiale sudanese, un navigatore 43enne del Tagikistan e un ingegnere di volo armeno di 42 anni.

## L'incidente
Il velivolo era decollato dall'aeroporto Internazionale di Khartoum intorno alle 06:02 ora locale. Alle 8 circa del mattino,  l'aereo si schiantò sul monte Hajar Al-Nar della catena montuosa dei Nuba vicino a Talodi, una cittadina a circa 600 km a sud-ovest di Khartoum. Un comunicato televisivo affermò che le condizioni meteorologiche avevano impedito all'aereo di atterrare al primo tentativo e al secondo tentativo si era schiantato contro una montagna. L'aeroporto di Talodi dispone di un'unica pista asfaltata lunga 1800 m.

## Le indagini
Un funzionario dell'Autorità per l'aviazione civile del Sudan dichiarò che il maltempo era stato responsabile dell'incidente. Anche l'agenzia di stampa ufficiale del Sudan, SUNA, affermò che l'incidente era avvenuto "a causa delle cattive condizioni meteorologiche". Il Ministro dell'Informazione Ahmed Bilal Osman aggiunse inoltre che l'aereo stava tentando di atterrare in condizioni meteorologiche avverse a Talodi, poiché le forti piogge stagionali avevano lasciato ai piloti "visibilità zero", quando si era schiantato contro una montagna.
Il portavoce dei ribelli Arnu Ngutulu Lodi negò che le sue forze ribelli fossero coinvolte nell'incidente, avvenuto al di fuori del territorio ribelle.
Due giorni dopo l'incidente, il 21 agosto, il capo dell'Autorità per l'aviazione civile del Sudan (CAA) Mohammad Abdul-Aziz presentò le sue dimissioni al Presidente del Sudan Omar al-Bashir. Tuttavia, il Presidente Bashir le respinse, esortando il capo a continuare un programma di riforme recentemente approvato per lo sviluppo e la supervisione della CAA.
Il 24 agosto, il governo locale riferì che i registratori di volo erano stati trovati e recuperati dal luogo dell'incidente.